# Dr. Atl

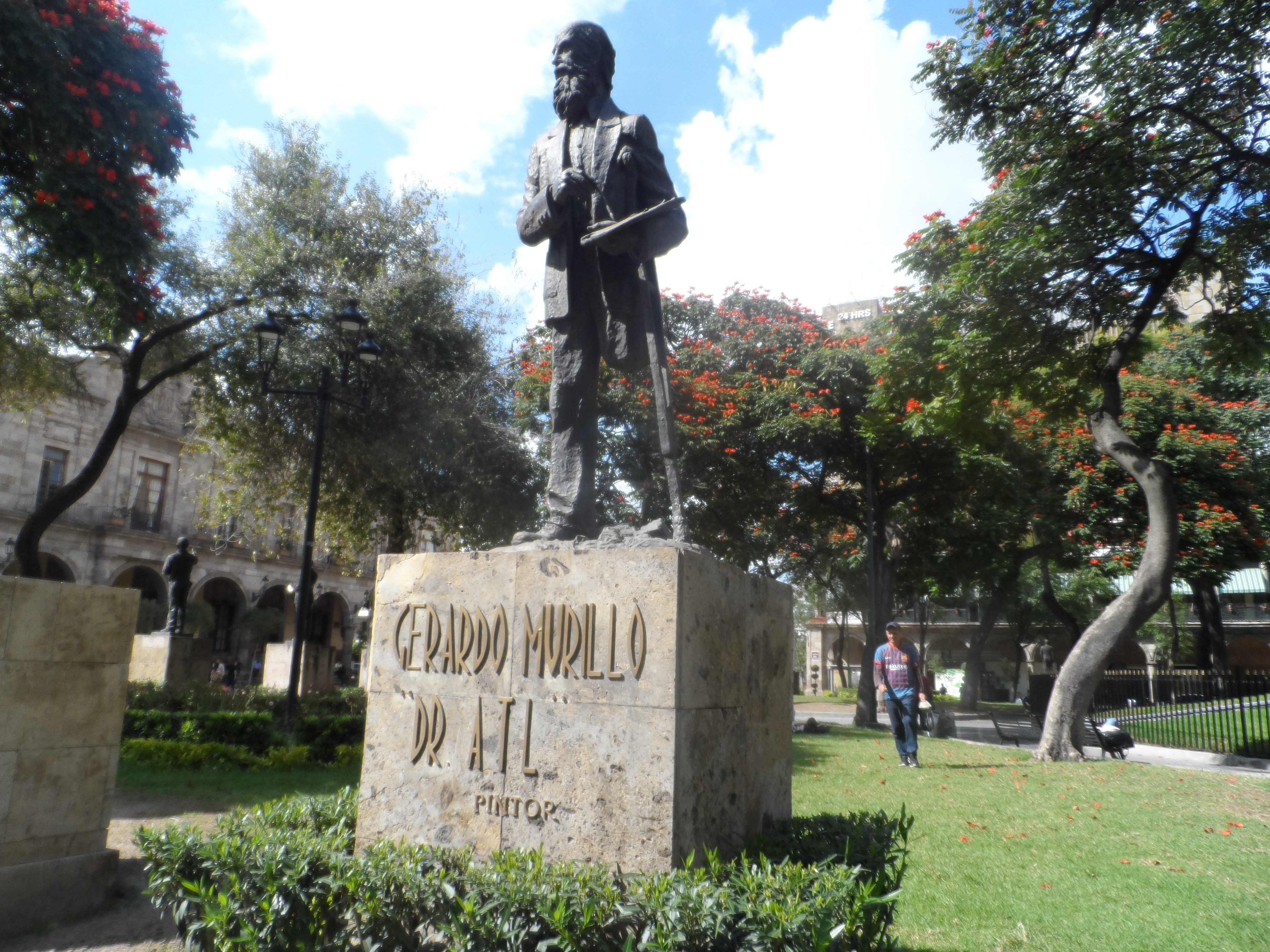
Estatua de Gerardo Murillo «Dr. Atl» en la Rotonda de los Jaliscienses Ilustres.

Dr. Atl (Guadalajara, Jalisco; 3 de octubre de 1875 - Ciudad de México; 15 de agosto de 1964) fue el seudónimo del pintor y escritor mexicano Gerardo Murillo Cornadó. Otras disciplinas en las que participó: la exploración, geología, filosofía, historia, crítica de arte, política; era apasionado de la vulcanología; estilista, doctor, profesor; practicó la caricatura, el ensayo y el periodismo.
Murillo decidió autoadjudicarse el seudónimo Atl, que significa agua en náhuatl y antepuso el título de Doctor en Filosofía, a sugerencia del poeta Leopoldo Lugones. En una carta dirigida a los miembros del Colegio Nacional, en 1951, explica que el cambio de nombre se debe a su interés en tener una manera de referirse a él acorde a su personalidad independiente. Esta surgió de las circunstancias y no de la imposición de sus padres, así que se autobautizó con "el agua maravillosa de su alegría de vivir".

## Su vida
Fue el hijo mayor del matrimonio formado por el farmacéutico Eutiquio Murillo y su esposa Rosa Cornadó. Nació en el barrio de san Juan de Dios en Guadalajara, Jalisco. Los distintos intereses que asumió en su vida dificultaron la aprehensión de este artista, a esto, se sumaron las diversas tendencias y posiciones artísticas, políticas, filosóficas y literarias. Hay quienes resaltan ciertos paralelismos entre su personalidad y la de José Vasconcelos: ambos activistas revolucionarios rechazaron el régimen porfirista, se involucraron de forma importante en la reconstrucción del estado mexicano postrevolucionario e influenciaron en la revaloración de la cultura popular. Con ello fortalecieron el nacionalismo: sin embargo, esta participación sociocultural desemboca con el paso de los años en conductas totalitaristas e intransigentes. Tomó sus primeras lecciones de pintura a la edad de 19 años en el taller de Felipe Castro en su ciudad natal. En 1895 se muda a la ciudad de Aguascalientes, donde continuó sus estudios de preparatoria en el Instituto Científico y Literario del Estado. Posteriormente, regresó a Guadalajara y frecuentó el taller de Félix Bernardelli. Viajó a la Ciudad de México para estudiar en la Academia de San Carlos o, entonces, Escuela Nacional de Bellas Artes. En 1897 (con 22 años) obtuvo una beca de mil pesos otorgada por el gobierno de Porfirio Díaz para ir a estudiar a Europa. El gobierno de Jalisco también lo apoyó económicamente.
Estuvo en Inglaterra, Alemania, Francia, España e Italia. Estudió filosofía en la Universidad de Roma y derecho penal en la Sorbona de París. Sus actividades en Europa incluyeron el periodismo y la pintura. En París se impregnó del arte pictórico antiguo, sobre todo de la pintura mural renacentista. En la exposición anual del Salón de París en 1900, obtuvo una medalla de plata por la exposición de su autorretrato al pastel. Asistió también a la cátedra de sociología de Émile Durkheim y a la de psicología y teoría del arte con Henri Bergson. Cuando se le terminó el dinero de la beca regresó a México. La Academia de San Carlos lo contrató para que realizara trabajos de clasificación, evaluación y restauración de las diferentes colecciones adquiridas. Estableció su estudio en la misma academia y asistió a los talleres de pintura y dibujo impartidos por la noche. Ahí fue donde arremetió contra los métodos de enseñanza de las artes. "El agitador", como llamaban al Dr. Atl en San Carlos, persuadía tanto a sus colegas como a los pintores más jóvenes a que visualizaran la importancia del arte popular. Entre ellos estaba José Clemente Orozco e Ignacio M. Beteta.
En 1910, al celebrarse el Centenario de la Independencia de México, Gerardo Murillo encabezó la famosa protesta ante la Secretaría de Instrucción Pública y Bellas Artes, por la exposición de los pintores españoles Ignacio Zuloaga y Sorolla. Como resultado de esa protesta logró obtener tres mil pesos del gobierno, con lo que los inconformes organizaron una exposición colectiva de gran éxito. El movimiento armado de 1910 frenó los proyectos de Murillo y aún sin un plan definido, emprendió su segundo viaje a Europa en 1911. Se estableció en Francia, donde realizó exposiciones, tanto en Alemania como en Italia. En París fundó el periódico Action d´ Art y la Liga Internacional de Escritores y Artistas. Su propósito fundamental era reunir escritores y artistas en una coalición de combate para transformarlos en lo que según él debían ser: factores primordiales de progreso. Al enterarse del golpe de Estado que dio Victoriano Huerta en 1913, decidió regresar a México, donde se reunió con Venustiano Carranza. Por encomienda de este, el Dr. Atl se entrevistó el 28 de julio de 1914 con Emiliano Zapata para pedirle que se uniera a Carranza con el fin de derrotar a Huerta. Zapata aceptó la propuesta.
En agosto de ese año, Gerardo Murillo fue nombrado interventor de la Escuela Nacional de Bellas Artes o de San Carlos, luego quedó al frente de la institución, lo cual le permitió realizar cuanta reforma creyó necesaria en los programas de estudio. Su participación en la política de esos turbulentos años continuó hasta que tras el asesinato de Carranza en mayo de 1920, se vio relegado de ese campo. A partir de ese momento se dedicaría a la publicación de libros. Los ilustró con retratos, desnudos de mujeres, montañas, mares, volcanes y comentarios. En 1921 publicó Las artes populares en México y en 1924, Iglesias de México y la revista de la Liga de Escritores de América, de la cual fue presidente en 1926.
Cuando se inició la guerra cristera en 1926, el Doctor Atl simpatizó con el movimiento anticlerical. A partir de 1927 publicó artículos en El Universal y en el Excélsior. Su obra alcanzó estabilidad a partir de la década de los treinta, cuando se dedicó a la producción de retratos y paisajes. Entre sus obras más importantes destacan los retratos de la pintora, poetisa y modelo mexicana Carmen Mondragón, con quien sostuvo un sonado romance y a quien él mismo bautizó en 1921 como Nahui Ollin. Tras la amputación de su pierna derecha, el Doctor Atl se vio impedido de seguir escalando volcanes y montañas, actividad que realizó desde 1909. Se dedicó entonces a sobrevolar los cielos, lo que le permitió alcanzar una visión más amplia de los paisajes, creando así el "aeropaisaje". Otra de sus creaciones fueron los "atl-colors", una pasta dura compuesta de cera, resina y petróleo con los que se podía pintar papel, tela o roca.

## Atl y los volcanes
El pintor-vulcanólogo se adentró en el mundo de la ciencia como consecuencia de su atracción por la belleza. El primer trabajo que realizó sobre el Popocatépetl fue literario (Las sinfonías del Popocatépetl). También hizo dibujos, esquemas y pinturas del volcán. Sus estudios posteriores incluyen El origen del Pedregal de San Ángel y La zona aurífera del Centro Colorado en Oaxaca. Pero no solo plasmó volcanes mexicanos en sus obras. Realizó investigaciones sobre volcanes italianos; dibujó el Etna y el Stromboli. Tuvo la oportunidad de recibir enseñanzas de los especialistas de la época: De Fiore, Pert y Friedlander, con este último realizó estudios sobre los volcanes mexicanos, los publicaron en la Rivista vulcanologica di Napoli.
Su afición por los volcanes lo llevó a escalar frecuentemente el Popocatépetl, el Iztaccíhuatl y a presenciar el nacimiento del Paricutín el 20 de febrero de 1943, en el llano de Quitzoco, cercano al pueblo llamado Parangaricutiro en Michoacán. Abandonó todas sus actividades artísticas en la Ciudad de México para mudarse por largas temporadas a las faldas del nuevo volcán. Esto con la finalidad de estudiarlo y capturar la belleza del nuevo paisaje. Registró este fenómeno en apuntes y pinturas; gracias a estos datos, escribió el libro Cómo nace y crece un volcán: el Paricutín, 1943, editado en México en 1950. Esta obra se compone de dos partes: la primera contiene observaciones cotidianas hechas desde su cabaña, muy cerca del volcán. Observó desde ahí las corrientes lávicas y las arenas; la segunda parte abarca un estudio técnico dedicado a hipótesis en las que señala la mecánica interna que produjo las explosiones y el derrame de lava. En palabras de Murillo: se trata de "Un diario ilustrado del Paricutín adicionado de algunas hipótesis derivadas de los hechos observados."

## Estudios
Comenzó a estudiar pintura en la ciudad de Guadalajara. A la edad de 21 años, Murillo entró en la Escuela Nacional de Bellas Artes en la Ciudad de México para completar sus estudios. Tiempo después, Murillo obtuvo una beca otorgada a alumnos destacados por la Academia de San Carlos, para continuar sus estudios en Europa. Su área de aprendizaje se amplió con el paso del tiempo. Estudió filosofía y leyes en la Universidad de Roma. Murillo también viajó a París en repetidas ocasiones para asistir a pláticas sobre pintura y dibujo impartidas por Henri Bergson. Sus fuertes intereses políticos lo hicieron colaborar con el partido socialista de Italia y trabajó algún tiempo en el periódico Avanti!. En 1915, al servicio de Venustiano Carranza, se prestó para intermediar con la Casa del Obrero Mundial para integrarlos a las fuerzas del constitucionalismo. El cual estaba en contra de las tropas de la División del Norte de Francisco Villa, y del Ejército Libertador del Sur de Emiliano Zapata.
En consulta con los sindicatos miembros de la Casa del Obrero y ante el rechazo de todos ellos a la firma de un pacto con Carranza, convenció a 67 miembros de la misma para viajar a Veracruz. Logró que estos 67 militantes firmaran un pacto del cual se derivaron los Batallones Rojos bajo la promesa de otorgarles armas para que ellos realizaran su revolución social. Estaban formados por desempleados que fueron reclutados en la Ciudad de México, con la promesa de casa y sustento a sus familias en Orizaba, Veracruz. Este hecho determinó la formación del movimiento obrero mexicano en su vertiente corporativa, con la conformación después de la Confederación Regional Obrera Mexicana de Napoleón Morones. Los firmantes del Pacto que descubrieron el engaño de Carranza (dio sentencia de muerte a huelguistas de la propia COM en 1916) formaron una nueva central combativa. Era independiente del estado. En los centros de trabajo, la Confederación General de Trabajadores se mantuvo autónoma hasta 1931, cuando no supo enfrentar las consecuencias de la primera Ley Federal del Trabajo. La cual tenía tintes fascistas, copiada del Código del Trabajo de Benito Mussolini[cita requerida].
Años después, el Dr. Atl se manifestó abiertamente a favor del bando nazi y decididamente antisemita, declarando su admiración por Adolf Hitler Así vio con optimismo los primeros compases de la Segunda Guerra Mundial. Las victorias hitlerianas le hicieron sentir próximo el fin del marxismo y del comunismo, del semitismo y del imperialismo. Tales postulados le llevaron a colaborar con la revista Timón dirigida por José Vasconcelos. Probablemente financiada por la embajada alemana. Ésta fue prohibida por el gobierno mexicano a causa de sus inclinaciones nazis.

## Influencia renacentista
En México vino primero la agitación artística y después la revolución social- Dr.Atl. Fundador del renacimiento artístico mexicano. Decepcionado por el culto porfirista que lo censuraba, que prefería a los copistas europeos y de los pintores revolucionarios que no lo tomaban en serio. Decidió volver a Europa y dedicarse a la pintura de caballete. Con ella obtuvo grandes éxitos en los salones de París, críticas positivas en Comaedia, Gil Blas y Le Monde Illustré. Tuvo entonces espacio a la venta de sus obras, las que le proporcionarían estimables sumas de dinero.

## Participación en la Revolución
Atl solía invertir el dinero obtenido de la venta de sus obras, en proyectos fantásticos. Uno de ellos se le ocurrió en París: quería construir una ciudad para los privilegiados del talento. Así que comenzó a publicar una revista llamada Action d´Art. Su idea era crear cerca de París, una ciudad ultramoderna que albergara y mantuviera a los personajes más selectos de la civilización contemporánea. Mientras esto ocurría en París, en México estalló un conflicto militar que culminó con el asesinato del presidente revolucionario Francisco I. Madero y del vicepresidente José María Pino Suárez, por orden del general Victoriano Huerta. Al enterarse, abandona su proyecto de ciudad intelectual parisina y decide enfocarse a luchar por su país.
Durante varios meses publicó un periódico titulado La Révolution au Mexique. Realizó gestiones en favor de la facción revolucionaria. Tuvo pláticas con el ministro de finanzas Dumont y con El Tigre, Georges Clemenceau. Logró impedir el empréstito de 130 millones de francos que el gobierno del general Huerta había promovido en la capital de Francia, el cual empezaron a suscribir los bancos y el público. Murillo fue secundado por el ministro de México en Francia, Miguel Díaz Lombardo. Después de estas gestiones, se dirige a México. Es amenazado en un barco de carga. Viajó con un nombre y título falso: Giorgio Stello, capitán aviador de la Real Fuerza Aérea Italiana; sin embargo, la Comandancia Militar de Coatzacoalcos tuvo conocimiento de su presencia e intentó arrestarlo. Gracias a la intervención del capitán los soldados se retiraron y el pintor logró desembarcar, pues demostró completamente que Atl era el capitán Stello.

## Maestro y expositor
Como maestro de la Academia de San Carlos (1910), el Dr. Atl alentaba a los jóvenes estudiantes, como José Clemente Orozco, David Alfaro Siqueiros y Julián Márquez a romper con las pautas tradicionales y aventurarse a crear con mayor audacia y libertad. Ese año, bajo la dictadura de Porfirio Díaz, se presentó una exposición de pintura española para celebrar el centenario de la independencia. En respuesta, el Dr. Atl organizó otra exposición con artistas mexicanos. El Dr. Atl volvió a México entre 1913 y 1914. Se unió al movimiento revolucionario, específicamente con el bando de Venustiano Carranza. Más tarde se alió con Álvaro Obregón. El Dr. Atl comparó en cierta forma a la revolución mexicana con el socialismo bíblico, a fin de promover el crecimiento del arte, la literatura y la ciencia; terminó su actividad política apoyando abiertamente a Hitler, antes y durante la Segunda Guerra Mundial. Pintó un sinfín de obra en el Hotel Casino de la Selva, en Cuernavaca, Morelos, en donde vivió por muchos años apoyado por Manuel Suárez y Suárez.

## Paisajista y escritor
Una de sus múltiples aficiones era el estudio de los volcanes. Como paisajista, dedicó una cantidad importante de su obra a la representación de los volcanes Popocatépetl e Iztaccíhuatl desde diversas locaciones de la Ciudad de México, fácilmente visibles por aquella época. Se le atribuye el diseño del telón de cristal opalesence elaborado por la casa Tiffany de Nueva York, para el escenario de la sala de conciertos del Palacio de Bellas Artes de la Ciudad de México, inaugurado en 1934. Incluso él aseguró tal hecho, pero no ha sido comprobado.[cita requerida]
También escribió el libro Cómo nace y crece un volcán. El Paricutín. Cuenta sus experiencias al presenciar la erupción del volcán en el estado de Michoacán. Lo ilustró con pinturas y dibujos de su autoría, en 1943. El Dr. Atl fue un pintor paisajista que se puede considerar heredero y sucesor de José María Velasco, quien fue su maestro. A sus últimas series pictóricas las llamó "aeropaisaje", ya que sus registros fueron hechos desde un helicóptero. Tuvo una relación romántica muy intensa con Carmen Mondragón o Nahui Ollin, pseudónimo con el que él mismo la bautizó. El Dr. Atl siempre se responsabilizó de ella y la ayudó mediante el pago de una pensión. Pasajes de esta relación tormentosa son narrados por él mismo en su autobiografía: Gentes profanas en el convento publicada en 1950.
Se le reconoce también la creación de pinturas especiales con las que solía trabajar, llamadas Atl Colours, una serie de pasteles grasos. Es curioso que algunas falsificaciones de la obra del Dr. Atl, a pesar de ser hechas con Atl Colours, se hagan sobre masonites y los fechen para mediados de los años veinte, cuando aún no existía este material. El Dr. Atl llegó a pintar sobre celotex. Su obra literaria incluye, entre otros títulos, tres volúmenes de cuentos: Cuentos de todos colores. También libros y artículos sobre temas nacionales, de diverso orden.
José Luis Martínez lo propuso como miembro del  Colegio Nacional. Él aceptó y se integró el 6 de noviembre de 1950; sin embargo, renunció al nombramiento el 5 de julio de 1951. Sacrificó esta distinción para recuperar su libertad de acción, ya que de alguna manera sentía que la seriedad y prestigio de esta institución disminuirían su espíritu revolucionario y sería ubicado en un lugar solemne y riguroso. El Senado de la República lo condecoró en 1956 con la Medalla Belisario Domínguez. Por su desempeño en Bellas Artes, ganó el Premio Nacional de Bellas Artes en 1958. Murió en la Ciudad de México el 15 de agosto de 1964 todavía en plena actividad artística, a pesar de haber perdido una pierna, como consecuencia de un accidente sufrido en una de sus expediciones al Paricutín. Fue sepultado en la Rotonda de las Personas Ilustres.

## Muralismo
Frecuentemente se identifica a Murillo como uno de los impulsores de la renovación artística y como promotor inicial de la pintura mural postrevolucionaria en México. Nunca se adhirió al movimiento muralista. Su participación se limita a un inicial aprehensión de los espacios plásticos antes del estallido de la Revolución. Cuando el muralismo se consolidó como movimiento, la figura del Dr. Atl es ajena a este. En la década de los años veinte se mantuvo al margen de la agrupación de pintores en el Sindicato de Obreros Técnicos, Pintores y Escultores (SOTPE). Fue independiente del movimiento y de la determinación de líneas de trabajo; también lo fue de los planteamientos de una estética nacionalista con contenido social, sustentada por la mayoría de los muralistas.
Los choques ideológicos y personales que Atl tuvo con algunos ministros le impidieron continuar con su labor muralista y se refugió en la pintura de caballete. Dos de sus cuadros de caballete fueron colocados como murales; uno en el Hotel del Congreso de la calle Allende en la Ciudad de México, donde se representa la lava en movimiento, con dimensiones de 4 por 2.40 metros; el otro es un dibujo de 3.50 por 1.80 metros, cuyo motivo principal es el Paricutín, colocado en el rancho homónimo. No se sabe si los cuadros monumentales de caballete que dibujó o pintó, obedecieron a una prevención de que los políticos los destruyeran o a que realmente no sentía vocación por la pintura mural.

## Muerte
Falleció el 15 de agosto de 1964 de un paro cardiorrespiratorio. No se sabe si respirar y absorber durante meses las fumarolas del Paricutín le ocasionó daños irreversibles a su salud. Sus restos están depositados en la Rotonda de los Hombres Ilustres del Panteón Civil de Dolores en México.

## Obras

### Pintura
- Paisaje con volcanes

### Novela
- El padre eterno, satanás y Juanito García. México, Botas, 1938.
- Un hombre más allá del universo. México, Cultura, 2016

.

### Cuento
- Cuentos de todos colores. Vol. I
- Cuentos de todos colores. Vol. II. México, Botas, 1936.
- Cuentos de todos colores. Vol. III. México, Botas, 1941.
- Cuentos bárbaros y todos colores. México, Consejo Nacional para la Cultura y las Artes, 1990.

### Poesía
- Las sinfonías del Popocatépetl. México, México Moderno, 1921.

### Catálogo
- Catálogo de pinturas y dibujos de la Colección Pani. México, Universidad Nacional, 1921.

### Autobiografía
- Gentes profanas en el convento. México, Botas, 1950.

### Ensayos
- Los judíos sobre América. México. Ediciones La Reacción. 1942.[16]
- "Un grito en la Atlántida". México. Editorial Stylo. Distribuido por Ediciones Botas. 1947

### Técnica de pintura
- Atl-color, la cual es una aportación que Atl realizó que consistía en aplicar tintes secos o resina con los cuales se podía imprimir sobre papel, tela o roca